# Saint-Gervais-sur-Couches
Pour les articles homonymes, voir Saint-Gervais.
Saint-Gervais-sur-Couches est une commune française située dans le département de Saône-et-Loire, en région Bourgogne-Franche-Comté.

## Géographie

### Localisation
Le territoire de la commune est limitrophe de ceux de huit communes :

### Hydrographie
Par Saint-Gervais-sur-Couches passe la ligne de partage des eaux qui traverse la Saône-et-Loire.

### Climat
Pour des articles plus généraux, voir Climat de la Bourgogne-Franche-Comté et Climat de Saône-et-Loire.
En 2010, le climat de la commune est de type climat océanique dégradé des plaines du Centre et du Nord, selon une étude du Centre national de la recherche scientifique s'appuyant sur une série de données couvrant la période 1971-2000. En 2020, Météo-France publie une typologie des climats de la France métropolitaine dans laquelle la commune est exposée à un climat océanique altéré et est dans une zone de transition entre les régions climatiques « Lorraine, plateau de Langres, Morvan » et « Bourgogne, vallée de la Saône ».
Pour la période 1971-2000, la température annuelle moyenne est de 10 °C, avec une amplitude thermique annuelle de 16,9 °C. Le cumul annuel moyen de précipitations est de 867 mm, avec 12,1 jours de précipitations en janvier et 7,6 jours en juillet. Pour la période 1991-2020, la température moyenne annuelle observée sur la station météorologique de Météo-France la plus proche, « St-Maurice-lès-Couches_sapc », sur la commune de Saint-Maurice-lès-Couches à 5 km à vol d'oiseau, est de 11,5 °C et le cumul annuel moyen de précipitations est de 803,5 mm. 
La température maximale relevée sur cette station est de 40,4 °C, atteinte le 12 août 2003 ; la température minimale est de −16,7 °C, atteinte le 20 décembre 2009,,.
Les paramètres climatiques de la commune ont été estimés pour le milieu du siècle (2041-2070) selon différents scénarios d'émission de gaz à effet de serre à partir des nouvelles projections climatiques de référence DRIAS-2020. Ils sont consultables sur un site dédié publié par Météo-France en novembre 2022.

## Urbanisme

### Typologie
Au 1er janvier 2024, Saint-Gervais-sur-Couches est catégorisée commune rurale à habitat dispersé, selon la nouvelle grille communale de densité à sept niveaux définie par l'Insee en 2022.
Elle est située hors unité urbaine et hors attraction des villes,.

### Occupation des sols
L'occupation des sols de la commune, telle qu'elle ressort de la base de données européenne d’occupation biophysique des sols Corine Land Cover (CLC), est marquée par l'importance des territoires agricoles (87,5 % en 2018), en augmentation par rapport à 1990 (86,5 %). La répartition détaillée en 2018 est la suivante : prairies (65,4 %), terres arables (17,8 %), forêts (12,5 %), zones agricoles hétérogènes (4,2 %). L'évolution de l’occupation des sols de la commune et de ses infrastructures peut être observée sur les différentes représentations cartographiques du territoire : la carte de Cassini (XVIIIe siècle), la carte d'état-major (1820-1866) et les cartes ou photos aériennes de l'IGN pour la période actuelle (1950 à aujourd'hui).

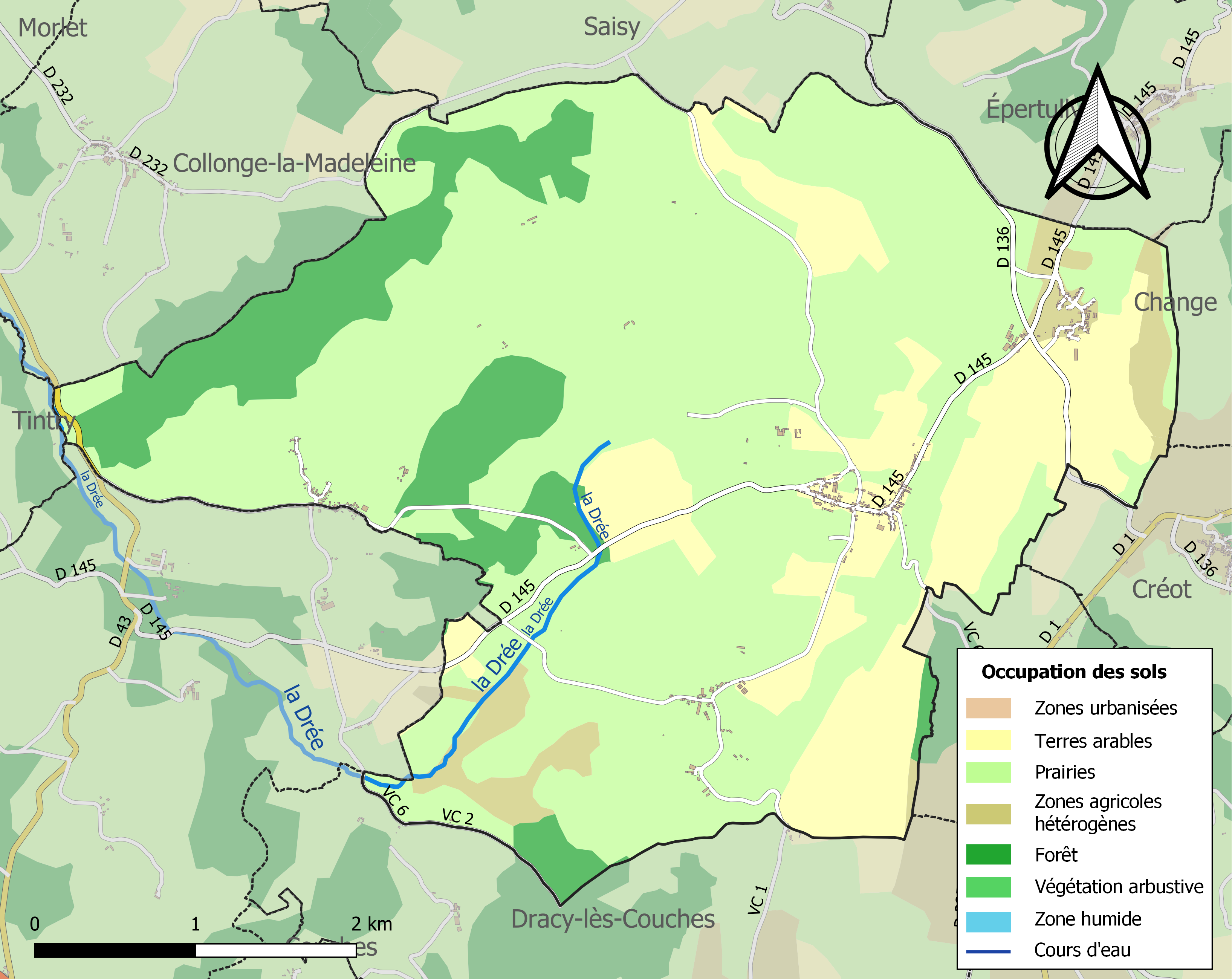
Carte des infrastructures et de l'occupation des sols de la commune en 2018 (CLC).

## Histoire

### Moyen Âge
Dépendance de la seigneurie de Saint-Gervais, de la baronnie de Couches, et du prieuré de Couches.

### Révolution française et Empire
Jacques Lebeau, curé de la paroisse, refuse de prêter  serment à la constitution civile du clergé ; il mourra en exil.

## Politique et administration

### Liste des maires
| Période                                  | Période   | Identité      | Étiquette | Qualité     |
| ---------------------------------------- | --------- | ------------- | --------- | ----------- |
| mars 2001                                | mars 2014 | Jean Malot    | UMP       | Agriculteur |
| mars 2014                                | en cours  | Didier Ougeot |           |             |
| Les données manquantes sont à compléter. |           |               |           |             |

### Intercommunalité
La communauté de communes de laquelle relève Saint-Gervais-sur-Couches a vu le jour le 1er janvier 2014, créée à partir de la fusion des communautés de communes de l'Autunois, Arroux Mesvrin et de la Vallée de la Drée.
Trois ans plus tard, le 1er janvier 2017, avec la mise en place du nouveau schéma départemental de coopération intercommunale, la communauté de communes a fusionné avec la communauté de communes de Beuvray-Val d'Arroux et s'étend à certaines communes issues de la dissolution de la communauté de communes des Monts et des Vignes (55 communes sont désormais regroupées au sein de la communauté de communes du Grand Autunois Morvan).

## Démographie
L'évolution du nombre d'habitants est connue à travers les recensements de la population effectués dans la commune depuis 1793. Pour les communes de moins de 10 000 habitants, une enquête de recensement portant sur toute la population est réalisée tous les cinq ans, les populations de référence des années intermédiaires étant quant à elles estimées par interpolation ou extrapolation. Pour la commune, le premier recensement exhaustif entrant dans le cadre du nouveau dispositif a été réalisé en 2005.

En 2022, la commune comptait 209 habitants, en évolution de +3,47 % par rapport à 2016 (Saône-et-Loire : −1,06 %, France hors Mayotte : +2,11 %).
| 1793 | 1800 | 1806 | 1821 | 1831 | 1836 | 1841 | 1846 | 1851 |
| ---- | ---- | ---- | ---- | ---- | ---- | ---- | ---- | ---- |
| 656  | 723  | 731  | 795  | 821  | 817  | 854  | 921  | 875  |

| 1856 | 1861 | 1866 | 1872 | 1876 | 1881 | 1886 | 1891 | 1896 |
| ---- | ---- | ---- | ---- | ---- | ---- | ---- | ---- | ---- |
| 893  | 881  | 834  | 858  | 850  | 893  | 882  | 853  | 829  |

| 1901 | 1906 | 1911 | 1921 | 1926 | 1931 | 1936 | 1946 | 1954 |
| ---- | ---- | ---- | ---- | ---- | ---- | ---- | ---- | ---- |
| 803  | 739  | 673  | 477  | 470  | 421  | 371  | 350  | 338  |

| 1962 | 1968 | 1975 | 1982 | 1990 | 1999 | 2005 | 2006 | 2010 |
| ---- | ---- | ---- | ---- | ---- | ---- | ---- | ---- | ---- |
| 290  | 248  | 246  | 223  | 199  | 195  | 199  | 203  | 212  |

| 2015 | 2020 | 2022 | - | - | - | - | - | - |
| ---- | ---- | ---- | - | - | - | - | - | - |
| 202  | 216  | 209  | - | - | - | - | - | - |

## Culture locale et patrimoine

### Lieux et monuments
Sont à voir sur le territoire de la commune : 
- les ruines de château-fort, forteresse de Sautrone ou Sauturnes, motte castrale, forteresse de plaine à plates-formes quadrangulaires ou ovalaires, fortifiée au XVe siècle et ayant appartenu au chancelier Nicolas Rolin ;
- l'église Saint-Gervais de Saint-Gervais-sur-Couches (XIIe siècle, classée au titre des Monuments historiques le 2 juin 1911) : retable du XVe siècle[17]. En piètre état au début du XXe siècle, cette église fut défendue en 1911 par Maurice Barrès en personne à la Chambre des Députés, au cours d'un duel oratoire qui l'opposa au député d'Autun Germain Perier et que l'écrivain rapporte dans La grande pitié des églises de France (1914)[18].

- à l'ouest de l'église, faisant face au portail d'entrée : l'ancien presbytère (devenu propriété privée), datant du XVIIIe siècle et ayant conservé son vieux colombier découronné.
- sur la route menant à Epertully : belvédère (avec table d'orientation) permettant une vue sur la vallée de la Saône, encadrée au premier plan par les sommets du mont Rome à droite, du mont Rème à gauche et de la « montagne des Trois Croix » (ou mont de Sène), entre les deux, au second plan.

### Personnalités liées à la commune
- L'abbé Jacques Lebeau, curé de Saint-Gervais-sur-Couches en 1790, qui refusa de prêter serment à la Constitution et mourut en exil[19].

## Pour approfondir